# Рабдитида
Рабдити́да (лат. Rhabditida) — отряд нематод класса Chromadorea. Включает по современным представлениям всех представителей прежнего класса Secernentea.
Свободноживущие представители живут в почве и являются сапрофагами; многие виды являются паразитами растений и животных.

## Классификация и представители
- Подотряд Rhabditina

Группа включает свободноживущие формы и паразитов животных. К этой группе относится модельный вид Caenorhabditis elegans. Некоторые виды паразитируют в человеке (Ancylostoma, Necator).
- Подотряд Myolaimina

Свободноживущие нематоды-сапрофаги.
- Подотряд Tylenchina

Паразиты растений. Многие виды являются сельскохозяйственными вредителями (Meloidogyne).
- Подотряд Spirurina

Паразиты животных. Включает большинство нематод-паразитов человека (Ascaris, Brugia, Enterobius, Loa и др.).